# Blacus strictus
Blacus strictus är en stekelart som beskrevs av Stelfox 1941. Blacus strictus ingår i släktet Blacus och familjen bracksteklar. Inga underarter finns listade.